# Landshövdingens döttrar
Landshövdingens döttrar är en svensk svartvit stumfilm från 1915 i regi av Victor Sjöström. Filmen bygger på romanerna Landshövdings dotter och Daniela Hertz av Marika Stiernstedt och i rollerna ses bland andra Alfred Lundberg, Jenny Tschernichin-Larsson och Lili Bech.

## Om filmen
Inspelning ägde rum interiört i Svenska Biografteaterns ateljé på Lidingö, i Rosenbad och C G Hallbergs guldsmedsaffär i hörnet Drottninggatan-Fredsgatan samt exteriört i Stockholm på adresserna Strandvägen 19-21 och 25, Brännkyrkagatan, Baldersgatan 7 och Restaurang Rosenbads entré. Filmen spelades in i två omgångar, den första 6-20 mars och den andra 11-19 april. Filmen premiärvisades den 25 augusti på biograf Biorama i Malmö.
Filmen mottog övervägande positiva, men ganska oengagerade recensioner. Den finns inte bevarad och ej heller dess manuskript.

## Handling
Filmen kretsar kring landshövdingen Salta och dennes döttrar Elvina och Daniela, där den förstnämnda är legitim och den andra inte.

## Rollista
- Alfred Lundberg – Salta, landshövding
- Jenny Tschernichin-Larsson – Saltas hustru
- Lili Bech	– Elvine, Saltas dotter/Daniela, Elvines halvsyster
- Margit Sjöblom – Danielas mor
- Richard Lund – Henrik Pasch, löjtnant
- John Ekman – Douglas Christmas
- Knut Schärlund – Peter Karell, notarie
- Nils Elffors – restaurangmusiker
- Stina Berg – pensionatsgäst